# Movimiento cooperativo vasco
El movimiento cooperativo vasco engloba a más de 1200 cooperativas que emplean a 55 000 trabajadores en el País Vasco. El País Vasco se caracteriza por su alta densidad de cooperativas de trabajo asociado y por ser el origen de las cooperativas que conforman la Corporación Mondragon, cuyo modelo empresarial ha sido objeto de atención internacional y que acoge unos dos mil visitantes al año.
El movimiento cooperativo vasco está integrado por la Confederación de Cooperativas de Euskadi, las Federaciones sectoriales y el Consejo Superior de Cooperativas de Euskadi para la defensa y promoción de los intereses de las cooperativas vascas.
La Ley 4/1993, de 24 de junio, de Cooperativas de Euskadi define: ”La cooperativa es aquella sociedad que desarrolla una empresa que tiene por objeto prioritario la promoción de las actividades económicas y sociales de sus miembros y la satisfacción de sus necesidades con la participación activa de los mismos, observando los principios del cooperativismo y atendiendo a la comunidad de su entorno”.

## Funciones
- Representar institucionalmente a las cooperativas de Euskadi y promover su presencia institucional ante los Órganos públicos
- Fomentar la promoción y formación cooperativa mediante la puesta en práctica de las acciones apropiadas
- Impulsar entidades, instituciones o actividades que resulten adecuadas para las cooperativas
- Organizar servicios de interés común para sus cooperativas asociadas
- Impulsar la intercooperación, en todas sus modalidades, tanto de naturaleza institucional como empresarial
- Promover la difusión del Movimiento Cooperativo, y en particular sus principios como pautas para poner en práctica los valores en que están basadas las cooperativas
- Intervenir a través de procedimientos de arbitraje, mediación y conciliación en los conflictos que surjan
- Emitir informes, resoluciones, dictámenes o propuestas sobre materias que afecten a las cooperativas
- Participar en las entidades y organismos que se estimen oportunos
- Cualquier otra función que pueda suponer una ayuda para el Movimiento Cooperativo

## KONFEKOOP - Confederación de Cooperativas de Euskadi

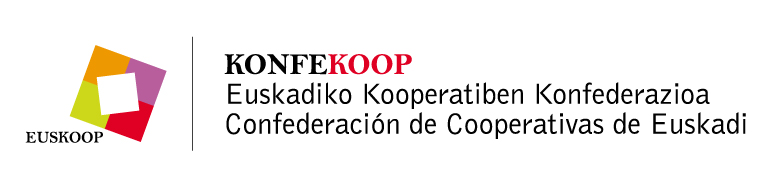
Logo de Konfekoop, Confederación de Cooperativas de Euskadi

La Confederación de Cooperativas de Euskadi fue instituida por la Ley 4/1993, de 24 de junio, de Cooperativas de Euskadi, constituyéndose el 18 de junio de 1996. Está formada por las Federaciones sectoriales de Cooperativas de Euskadi y ostenta y ejerce la máxima representación de las cooperativas vascas y sus organizaciones.
Estructurado por clases de cooperativas se han constituido varias Federaciones sectoriales de Cooperativas en Euskadi que dan servicio a las mismas.

### Clases de cooperativas:[10]
- Cooperativas de Trabajo Asociado (Cooperativas de Trabajo). Asocian principalmente a personas físicas que, mediante su trabajo, realizan cualquier actividad económica o profesional para producir en común bienes y servicios para terceros
- Cooperativas de Consumo. Tienen como objeto procurar bienes o prestar servicios para el uso o consumo de socios, así como la defensa y promoción de los derechos e intereses legítimos de los consumidores y usuarios
- Cooperativas de Enseñanza. Desarrollan actividades docentes en sus distintos niveles, etapas y ciclos, grados y modalidades, en cualesquiera ramas del saber o de la formación
- Cooperativas Agroalimentarias. Asocian a titulares de explotaciones agrícolas, forestales, ganaderas o mixtas que tienen como objeto comercializar, proporcionar suministros, equipos productivos y servicios o realizar operaciones encaminadas a la mejora de las explotaciones de los socios
- Cooperativas de Explotación Comunitaria. Asocian a titulares de derechos de uso y aprovechamiento de bienes susceptibles de explotación agraria que ceden tales derechos, prestando además, o no, su trabajo personal, así como quienes, sin ceder derechos de disfrute, van a trabajar en la entidad
- Cooperativas de Vivienda. Tienen como objeto procurar a sus socios viviendas o locales, edificaciones e instalaciones complementarias; mejorar, conservar y administrar dichos inmuebles y los elementos comunes; crear y prestar servicios correspondientes, así como rehabilitar viviendas, locales, instalaciones y edificaciones
- Cooperativas de Crédito. Tienen como objeto social servir a las necesidades financieras activas y pasivas de los socios, pudiendo también actuar con terceros
- Cooperativas de Seguros. Tienen como objeto el ejercicio de la actividad aseguradora en cualquiera de sus ramos
- Cooperativas de Asistencia Sanitaria. Son cooperativas de seguros cuya actividad empresarial consiste en cubrir riesgos relativos a la salud de sus socios o de los asegurados
- Cooperativas de Instalaciones Sanitarias. Las constituidas por personas físicas y jurídicas a fin de promover, equipar, administrar, sostener y gestionar hospitales, clínicas y establecimientos análogos, destinados a prestar asistencia sanitaria a sus socios y trabajadores
- Cooperativas de Servicios Profesionales. Las constituidas por artesanos, profesionales o artistas que desarrollan su respectiva actividad por cuenta propia y tienen como objeto proporcionar suministros, servicios y prestaciones que faciliten o complementen a los socios
- Cooperativas de Servicios Empresariales. Las constituidas por empresarios individuales o sociales con objeto social análogo al de Profesionales
- Cooperativas de Servicios Institucionales. Las constituidas por corporaciones, organismos públicos, fundaciones, sindicatos y asociaciones de toda índole para resolver necesidades sin afectar a la respectiva autonomía y peculiaridad institucional de cada socio
- Cooperativas de Transporte. Tienen por objeto organizar y/o prestar servicios de transporte o bien realizar actividades que hagan posible dicho objeto, los socios son transportistas, conductores u otro personal, que mediante la aportación de su trabajo en común, prestan los citados servicios.
- Cooperativas de Integración Social. Constituidas mayoritariamente por discapacitados físicos o psíquicos, podrán basarse en el trabajo Asociado para organizar y canalizar los productos o servicios
- Juniors Cooperativas. Son cooperativas de Trabajo Asociado en las que sus socios realizan una actividad económica o profesional, en común, destinada a la producción de bienes y servicios, mediante la aportación de su trabajo; y tienen como finalidad, implementar, en la práctica, las competencias que van adquiriendo y desarrollando en calidad de alumnos y alumnas en las actividades docentes llevadas a cabo por los centros de enseñanza en los que se encuentran matriculados y matriculadas
- Cooperativas de segundo grado o ulterior grado. Tienen por objeto completar, promover, coordinar, reforzar o integrar la actividad económica de las entidades miembros y del grupo resultante

## CSCE – Consejo Superior de Cooperativas de Euskadi
El Consejo Superior de Cooperativas de Euskadi fue instituido por la Ley 1/1982, de 11 de febrero, sobre Cooperativas del País Vasco, constituyéndose formalmente el 28 de enero de 1983. Está integrado por los representantes de las cooperativas, del Gobierno Vasco y de las universidades vascas.
Es una entidad pública de carácter consultivo y asesor de las administraciones públicas vascas para todos los temas que afectan al cooperativismo. Contribuye al perfeccionamiento del régimen legal e institucional del ordenamiento socioeconómico de la CAPV. Interviene por vía de arbitraje, mediación y/o conciliación en las cuestiones litigiosas que se susciten en las cooperativas vascas.

## Elkar-Lan

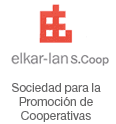
Logo de Elkar-Lan S.Coop.

Elkar-Lan S. Coop. es una cooperativa de segundo grado sin ánimo de lucro. Creada por el Movimiento Cooperativo Vasco con la única finalidad de promocionar empresas cooperativas y, consecuentemente, la creación de empleo cooperativo y el desarrollo económico y social.